# سیارک ۱۱۲۵۶
سیارک ۱۱۲۵۶ (به انگلیسی: 11256 Fuglesang، نامگذاری:1978RO8) یازده هزار و دویست و پنجاه و ششمین سیارک کشف شده‌است که در ۲ سپتامبر ۱۹۷۸ کشف شد.
قدر مطلق سیارک برابر ۱۰.۲ است.